# Ciryandil
Ciryandil es un personaje ficticio que pertenece al legendarium creado por el escritor británico J. R. R. Tolkien y cuya historia es narrada en los apéndices de la novela El Señor de los Anillos. Es un dúnadan, hijo de Eärnil I, decimocuarto rey de Gondor y en tercero de los llamados Reyes de los Barcos. Su nombre es quenya y significa «amante de los barcos» o «amigo de los barcos».

## Historia
Nació en el año 820 de la Tercera Edad del Sol y sucedió a su padre tras su muerte en 936 T. E. Continuó con la política de sus antecesores de construir y ampliar las flotas del reino, porque su reinado no estuvo exento de conflictos, a pesar del poderío de Gondor. Si bien los númenóreanos negros habían sido expulsados de Umbar, habían formado alianza con los reinos de Harad y hostigaban permanentemente las fronteras australes de Gondor.
En 1015 T. E. los reinos de Harad, junto a los númenóreanos negros, lanzaron un gran ataque contra las posiciones de Gondor al sur del río Harnen, intentando recuperar Umbar. Si bien no pudieron tomar esa fortaleza porque Gondor ofreció gran resistencia, el rey Ciryandil cayó en la batalla terrestre. A pesar de ello, Gondor siguió en posesión de Umbar, por casi cinco siglos. Ciryandil fue sucedido por su hijo Ciryaher, más conocido como Hyarmendacil I. 